# Jindřich Percy, 4. hrabě z Northumberlandu
Jindřich Percy, 4. hrabě z Northumberlandu (asi 1449 – 28. dubna 1489) byl anglický hrabě během pozdního období Války růží. Poté, co ztratil svůj hraběcí titul, když jeho otec padl v boji s Yorky, jej později získal zpět. Vedl zálohu u armády krále Richarda III. v bitvě u Bosworthu, ale svá vojska do bitvy nezapojil. Krátce poté ho nový král Jindřich VII. nechal uvěznit, po pár měsících jej propustil. O několik let později byl zavražděn občany Yorku během vzpoury kvůli vysokým daním zavedených Jindřichem VII.

## Na straně Lancasterů
V době války růži se jeho dědeček a otec postavili na stranu Lancasterů. Jeho otec padl v bitvě u Towtonu dne 29. března 1461. Hrabství Northumberlandu propadlo vítězným Yorkům. Dospívajícího syna Jindřicha Percy Yorkové uvěznili ve vězení Fleet. V roce 1464 ho převezli na londýnský Tower.
V roce 1465 byl John Neville, bratr významného hraběte z Warvicku, místo něj jmenován hrabětem z Northumberlandu.

## Přechod k Yorkům
Jindřich Percy nakonec přísahal věrnost yorskému královi Eduardovi IV. a ten ho v roce 1469 omilostnil. Percy žádal o navrácení svých otcovských titulů a majetků. Po začátcích sporu mezi králem Eduardem IV. a hrabětem z Warvicku, Percyho dokonce podpořil i sám král. John Neville přišel o svůj titul a místo toho byl jmenován v roce 1470 markýzem z Montagu a nakonec zahynul na lancasterské straně v bitvě u Barnetu. Obnovení hraběcího titulu Percymu však anglický parlament odložil až do roku 1473. V roce 1474 ho též jmenovali rytířem podvazku.
Následujících dvanáct let zastával Jindřich Percy mnoho důležitých vládních míst v severní Anglii, například vykonával dohled na skotských hranicích. Jednalo se o tradiční roli v jeho rodině Percyů.
Po vylodění Jindřicha Tudora a dalších spojenců Lancasterů v Anglii, král Richard III. (bratr a nástupce krále Eduarda IV.) rychle zorganizoval vojsko a táhnul proti nim. Jindřich Percy se přidal k Richardovi. V rozhodující bitvě u Bosworthu dne 22. srpna 1485 však Jindřich Percy neposlal svá vojska do bitvy. Jeho pasivita hrála důležitou roli při porážce a smrti Richarda III. Historici ho podezírají z účelové zrady ve prospěch vítězného Jindřicha. Ale existuje i alternativní teorie, že jeho síly, umístěné vzadu za silami krále Richarda, se nebyly schopny bitvy zúčastnit, než byl Richard zabit.

## Život a smrt pod králem Jindřichem VII.
Jindřich Percy byl zatčen spolu s Ralphem Nevillem, 3. hraběm z Westmorlandu a Thomasem Howardem, 2. vévodou z Norfolku. Spíše formálně pobyl několik měsíců ve vězení, ale přísahal věrnost novému králi a Jindřich VII. ho propustil. Percy si směl ponechat si své tituly a pozemky a byl vyslán na diplomatické mise za krále, což by se nestalo, kdyby mu Jindřich VII. nedůvěřoval.
V dubnu 1489 Percy pobýval na svých panstvích Yorkshire. Král Jindřich VII. se nedávno spojil s Annou z Bretaně proti francouzskému Karlu VIII. Na financování vojenské akce vzrostly daně. Sir John Egremont z Yorkshire vedl nepokoje na protest proti vysokému zdanění, známému jako yorkshirské povstání. Jindřich Percy se stal terčem výtržníků, když se 28. dubna přiblížil k městu a nakonec při nepokojích zahynul. Byl pohřben v Beverley Minster.